# Blepharostoma quadrilaciniata
Blepharostoma quadrilaciniata là một loài rêu trong họ Pseudolepicoleaceae. Loài này được (Sull.) Schiffner mô tả khoa học đầu tiên năm 1912.